# Homeostaza rodzinna
Homeostaza rodzinna to utrzymywanie w równowadze sprzecznych tendencji pojawiających się w rodzinie, grożących zmianą ról, konfliktami lub rozpadem rodziny. Zgodnie z teorią systemowej terapii rodzin, psychopatologiczne objawy i zachowania poszczególnych członków rodziny mogą być elementami utrzymywania homeostazy rodzinnej, a więc, paradoksalnie – w pewien sposób pełnić pozytywną funkcję w rodzinie. W myśl tej koncepcji, zmiana zachowań identyfikowanego pacjenta lub ustąpienie jego objawów psychopatologicznych albo spowoduje odpowiednie zmiany w postępowaniu pozostałych członków rodziny, umożliwiające zachowanie spójności rodziny, albo będzie pośrednim powodem rozpadu rodziny.